# Jubata al-Khashab
Jubata al-Khashab (tiếng Ả Rập: جباتا الخشب) là một thị trấn ở miền nam Syria, một phần hành chính của Chính quyền Quneitra (Cao nguyên Golan), thuộc một phần của tỉnh thuộc Vùng Lực lượng Quan sát Disengribution của Liên Hợp Quốc. Theo Cục Thống kê Trung ương Syria, Jubata al-Khashab có dân số 3.493 trong cuộc điều tra dân số năm 2004. Cư dân của nó chủ yếu là người Hồi giáo Sunni, mặc dù dân số đã giảm mạnh do cuộc di cư của người dân chạy trốn khỏi bạo lực của Nội chiến Syria. Vào ngày 13 tháng 9 năm 2015, các đơn vị quân đội đã giết chết và làm bị thương một số chiến binh và phá hủy nhiều nơi ẩn náu của họ trong các cuộc tấn công trực tiếp nhắm vào các cuộc tụ họp của họ trong làng.